# Sissel Tolaas

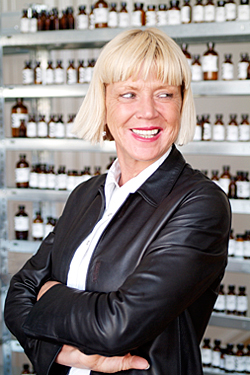
Sissel Tolaas in ihrem Berliner Laboratorium (2008)

Sissel Tolaas (* 21. Juni 1961 in Stavanger) ist eine norwegische Künstlerin und Geruchsforscherin, die in Berlin lebt. Fachübergreifend zwischen Wissenschaft und Kunst befasst sie sich mit der Erforschung von Gerüchen.

## Leben
Von 1981 bis 1988 studierte sie Mathematik, Chemie, Linguistik und Kunst an den Universitäten von Oslo, Moskau, Leningrad, Oxford und Princeton und lernte insgesamt neun Sprachen. Seit 1990 baut sie ein Duftarchiv auf, in dem mittlerweile 7800 Düfte gelagert sind.
Sissel Tolaas erhält immer wieder Aufträge aus der Industrie, unter anderem von Louis Vuitton, Cartier, Estee Lauder, Sony und Universitäten. Sie arbeitet seit Jahren mit ihrem Sponsor IFF zusammen. Im Jahre 2011 arbeitete Tolaas erstmals mit Louis Vuitton zusammen, um einen Reiseführer über Berlin zu erarbeiten. Sie hat in vielen Teilen der Welt ausgestellt, unter anderem im MoMA in New York und auf der Biennale von São Paulo. So synthetisierte Sissel Tolaas etwa im Chemielabor den Geruch von Schlachtfeldern im Ersten Weltkrieg, eine Auftragsarbeit des Militärhistorischen Museums in Dresden.
In der TV-Reihe Durch die Nacht mit … von 2012 erklärt sie den Sängerinnen Skin und Christine Schäfer ausführlich ihre Arbeit mit Düften. 2019 stellte sie in Berlin unter dem Titel «Molecular Communication» eine Analyse und Inszenierung der Düfte an der Müllerstrasse aus.